# GZA
Gary Earl Grice (ur. 22 sierpnia 1966, na Brooklynie w Nowym Jorku) – amerykański raper, założyciel i członek amerykańskiej formacji hip-hopowej Wu-Tang Clan występujący pod pseudonimem artystycznym GZA (wym. /ˈdʒɪzə/) oraz The Genius. Jego wydany w 1995 roku album zatytułowany Liquid Swords uważany jest obecnie za jeden z najważniejszych albumów hip-hopowych wszech czasów.
Steve Huey z portalu muzycznego AllMusic napisał o nim „jeden z najlepszych autorów tekstów w latach 90.”, podczas gdy redakcja About.com uplasowała go na 17. miejscu pośród „50 najlepszych MCs naszych czasów” (1987–2007). W 2012 roku magazyn The Source umieścił również rapera na liście „50 najlepszych tekściarzy wszech czasów”.

## Dyskografia
Albumy studyjne
- Words from the Genius (1991)
- Liquid Swords (1995)
- Beneath the Surface (1999)
- Legend of the Liquid Sword (2002)
- Pro Tools (2008)

Albumy kolaboracyjne
- Grandmasters (z DJ Muggs) (2005)